# N.P. Madsen-Mygdal
Niels Peter Madsen-Mygdal (født 12. juli 1835 på Gjøl, død 19. oktober 1913 i Tarm) var landstingsmedlem og statsrevisor. Fader til Thomas Madsen-Mygdal.
Han var søn af gårdejer Mads Jensen (død 1870) og hustru Christensdatter (død 1877); gift m. Ane Kirstine f. Jakobsen (død 1902).
Skolelærereksamen (Ranum) 1855; lærer i Skallerup 1855, i Bagterp 1858 og i Mygdal 1862-1902; sognerådsformand 1865-76 og landstingsmand fra 1882. Han var også medlem af Toldkommissionen af 1895, 3 jernbanekommissioner, Finanslovkommissionen og af Forsvarskommissionen 1902-08; Venstrereformpartiets ordfører under behandlingen af skattelovene af 1903 og af forskellige jernbanelove mm.; medlem af Overskyldrådet og statsrevisor fra 1895, Medlem af Rigsretten fra 1903, at Toldrådet fra 1910; formand for De Fattiges Kasse i 36 år. Han var Ridder af Dannebrog og Dannebrogsmand.